# Dentiovula dorsuosa
Dentiovula dorsuosa és una espècie de gasteròpode marí del gènere Dentiovula i de la família Ovulidae (falsos cauris). Viu en diferents zones de l'oceà Pacífic i més puntualment de l'oceà índic i el mar Roig.